# ایزوورچه
ایزوورچه (به بلغاری: Izvorche) یک منطقهٔ مسکونی در بلغارستان است که در شهرستان لووچ واقع شده‌است.